# Lista de unidades federativas do Brasil por IDH (2005)
Segue abaixo a lista dos 26 estados federados e do Distrito Federal por Índice de Desenvolvimento Humano no ano 2005, no Brasil. Os valores abaixo são baseados em dados do PNUD para o ano de 2005.

## Classificação por unidade da federação
- = aumento nos dados de 2005 - comparado aos dados de 2004;
- = dados de 2005 mantiveram-se os mesmos de 2004;
- = diminuição nos dados de 2005 - comparada aos dados de 2004.

Mapa de unidades federativas do Brasil segundo o IDH.
0,800 – 0,900 (Elevado)
0,700 - 0,799 (Médio-alto)
0,600 - 0,699 (Médio-baixo)

| Posição       | Posição                | Unidade federativa  | IDH     | IDH     |
| Dados de 2005 | Comparados aos de 2004 | Unidade federativa  | Em 2005 | Em 2004 |
| ------------- | ---------------------- | ------------------- | ------- | ------- |
| 1             | (0)                    | Distrito Federal    | 0,874   | Estável |
| 2             | (0)                    | Santa Catarina      | 0,840   | Estável |
| 3             | (2)                    | São Paulo           | 0,833   | 0,825   |
| 4             | (0)                    | Rio de Janeiro      | 0,832   | 0,826   |
| 5             | (2)                    | Rio Grande do Sul   | 0,832   | 0,829   |
| 6             | (0)                    | Paraná              | 0,820   | 0,816   |
| 7             | (1)                    | Espírito Santo      | 0,802   | 0,794   |
| 8             | (2)                    | Mato Grosso do Sul  | 0,802   | 0,793   |
| 9             | (0)                    | Goiás               | 0,800   | 0,794   |
| 10            | (3)                    | Minas Gerais        | 0,800   | 0,795   |
| 11            | (0)                    | Mato Grosso         | 0,796   | 0,793   |
| 12            | (2)                    | Amapá               | 0,780   | 0,762   |
| 13            | (0)                    | Amazonas            | 0,780   | 0,766   |
| 14            | (2)                    | Rondônia            | 0,776   | 0,768   |
| 15            | (0)                    | Tocantins           | 0,756   | 0,751   |
| 16            | (0)                    | Pará                | 0,755   | 0,749   |
| 17            | (0)                    | Acre                | 0,751   | 0,748   |
| 18            | (0)                    | Roraima             | 0,750   | 0,741   |
| 19            | (1)                    | Bahia               | 0,742   | 0,732   |
| 20            | (1)                    | Sergipe             | 0,742   | 0,741   |
| 21            | (0)                    | Rio Grande do Norte | 0,738   | 0,724   |
| 22            | (0)                    | Ceará               | 0,723   | 0,717   |
| 23            | (0)                    | Pernambuco          | 0,718   | 0,710   |
| 24            | (0)                    | Paraíba             | 0,718   | 0,709   |
| 25            | (0)                    | Piauí               | 0,703   | 0,698   |
| 26            | (0)                    | Maranhão            | 0,683   | 0,676   |
| 27            | (0)                    | Alagoas             | 0,677   | 0,670   |

### Renda

0,900– 0,999
0,800– 0,899
0,700– 0,799
0,600– 0,699
0,500– 0,599

| Posição       | Posição                | Unidade federativa  | IDH-Renda | IDH-Renda |
| Dados de 2005 | Comparados aos de 2004 | Unidade federativa  | Em 2005   | Em 2004   |
| ------------- | ---------------------- | ------------------- | --------- | --------- |
| 1             | (0)                    | Distrito Federal    | 0,824     | 0,811     |
| 2             | (1)                    | São Paulo           | 0,768     | 0,750     |
| 3             | (1)                    | Rio de Janeiro      | 0,758     | 0,753     |
| 4             | (1)                    | Santa Catarina      | 0,756     | 0,740     |
| 5             | (1)                    | Rio Grande do Sul   | 0,748     | 0,744     |
| 6             | (0)                    | Paraná              | 0,739     | 0,737     |
| 7             | (1)                    | Espírito Santo      | 0,715     | 0,704     |
| 8             | (1)                    | Goiás               | 0,712     | 0,703     |
| 9             | (1)                    | Mato Grosso do Sul  | 0,709     | 0,698     |
| 10            | (1)                    | Minas Gerais        | 0,702     | 0,691     |
| 11            | (4)                    | Mato Grosso         | 0,702     | 0,705     |
| 12            | (0)                    | Rondônia            | 0,685     | 0,674     |
| 13            | (3)                    | Amapá               | 0,676     | 0,636     |
| 14            | (5)                    | Rio Grande do Norte | 0,657     | 0,628     |
| 15            | (2)                    | Amazonas            | 0,648     | 0,634     |
| 16            | (3)                    | Tocantins           | 0,647     | 0,647     |
| 17            | (3)                    | Acre                | 0,647     | 0,645     |
| 18            | (3)                    | Sergipe             | 0,643     | 0,645     |
| 19            | (2)                    | Paraíba             | 0,638     | 0,620     |
| 20            | (2)                    | Pará                | 0,632     | 0,633     |
| 21            | (1)                    | Pernambuco          | 0,632     | 0,627     |
| 22            | (0)                    | Roraima             | 0,629     | 0,609     |
| 23            | (0)                    | Bahia               | 0,621     | 0,608     |
| 24            | (0)                    | Ceará               | 0,616     | 0,605     |
| 25            | (0)                    | Piauí               | 0,608     | 0,601     |
| 26            | (1)                    | Alagoas             | 0,589     | 0,577     |
| 27            | (1)                    | Maranhão            | 0,570     | 0,584     |

### Longevidade

0,900– 0,999
0,800– 0,899
0,700– 0,799
0,600– 0,699
0,500– 0,599

| Posição       | Posição                | Unidade federativa  | Índice de Longevidade | Índice de Longevidade |
| Dados de 2005 | Comparados aos de 2004 | Unidade federativa  | Em 2005               | Em 2004               |
| ------------- | ---------------------- | ------------------- | --------------------- | --------------------- |
| 1             | (0)                    | Distrito Federal    | 0,835                 | 0,831                 |
| 2             | (0)                    | Santa Catarina      | 0,830                 | 0,826                 |
| 3             | (0)                    | Rio Grande do Sul   | 0,827                 | 0,824                 |
| 4             | (0)                    | Minas Gerais        | 0,819                 | 0,815                 |
| 5             | (0)                    | São Paulo           | 0,812                 | 0,807                 |
| 6             | (0)                    | Paraná              | 0,809                 | 0,804                 |
| 7             | (0)                    | Espírito Santo      | 0,802                 | 0,797                 |
| 8             | (0)                    | Mato Grosso do Sul  | 0,802                 | 0,797                 |
| 9             | (0)                    | Goiás               | 0,797                 | 0,792                 |
| 10            | (0)                    | Rio de Janeiro      | 0,793                 | 0,788                 |
| 11            | (0)                    | Mato Grosso         | 0,789                 | 0,784                 |
| 12            | (0)                    | Bahia               | 0,775                 | 0,770                 |
| 13            | (0)                    | Pará                | 0,772                 | 0,768                 |
| 14            | (0)                    | Amazonas            | 0,766                 | 0,761                 |
| 15            | (0)                    | Acre                | 0,763                 | 0,758                 |
| 16            | (0)                    | Tocantins           | 0,761                 | 0,756                 |
| 17            | (0)                    | Rondônia            | 0,759                 | 0,754                 |
| 18            | (0)                    | Sergipe             | 0,756                 | 0,750                 |
| 19            | (3)                    | Rio Grande do Norte | 0,747                 | 0,717                 |
| 20            | (0)                    | Ceará               | 0,744                 | 0,738                 |
| 21            | (2)                    | Amapá               | 0,744                 | 0,739                 |
| 22            | (1)                    | Roraima             | 0,736                 | 0,731                 |
| 23            | (0)                    | Paraíba             | 0,723                 | 0,717                 |
| 24            | (0)                    | Piauí               | 0,720                 | 0,714                 |
| 25            | (0)                    | Pernambuco          | 0,710                 | 0,704                 |
| 26            | (0)                    | Maranhão            | 0,696                 | 0,689                 |
| 27            | (0)                    | Alagoas             | 0,683                 | 0,676                 |

### Educação
- Segue-se abaixo as comparações baseadas no IDH de 2005, incluindo dos países comparados

0,900– 0,999
0,800– 0,899
0,700– 0,799
0,600– 0,699
0,500– 0,599

| Posição       | Posição                | Unidade federativa  | IDH-Educação | IDH-Educação |
| Dados de 2005 | Comparados aos de 2004 | Unidade federativa  | Em 2005      | Em 2004      |
| ------------- | ---------------------- | ------------------- | ------------ | ------------ |
| 1             | (0)                    | Distrito Federal    | 0,962        | 0,962        |
| 2             | (0)                    | Rio de Janeiro      | 0,945        | 0,938        |
| 3             | (0)                    | Santa Catarina      | 0,934        | 0,934        |
| 4             | (4)                    | Amazonas            | 0,925        | 0,903        |
| 5             | (1)                    | Rio Grande do Sul   | 0,921        | 0,920        |
| 6             | (1)                    | São Paulo           | 0,921        | 0,919        |
| 7             | (1)                    | Amapá               | 0,919        | 0,910        |
| 8             | (1)                    | Paraná              | 0,913        | 0,907        |
| 9             | (0)                    | Mato Grosso         | 0,898        | 0,889        |
| 10            | (1)                    | Mato Grosso do Sul  | 0,894        | 0,885        |
| 11            | (1)                    | Goiás               | 0,891        | 0,887        |
| 12            | (1)                    | Espírito Santo      | 0,887        | 0,882        |
| 13            | (2)                    | Rondônia            | 0,885        | 0,877        |
| 14            | (3)                    | Roraima             | 0,885        | 0,884        |
| 15            | (1)                    | Minas Gerais        | 0,878        | 0,879        |
| 16            | (1)                    | Pará                | 0,861        | 0,847        |
| 17            | (1)                    | Tocantins           | 0,860        | 0,850        |
| 18            | (0)                    | Acre                | 0,844        | 0,841        |
| 19            | (1)                    | Bahia               | 0,830        | 0,817        |
| 20            | (1)                    | Sergipe             | 0,827        | 0,829        |
| 21            | (2)                    | Pernambuco          | 0,811        | 0,799        |
| 22            | (0)                    | Rio Grande do Norte | 0,810        | 0,804        |
| 23            | (2)                    | Ceará               | 0,808        | 0,808        |
| 24            | (0)                    | Paraíba             | 0,793        | 0,792        |
| 25            | (0)                    | Maranhão            | 0,784        | 0,784        |
| 26            | (0)                    | Piauí               | 0,779        | 0,780        |
| 27            | (0)                    | Alagoas             | 0,759        | 0,755        |